# Thelecythara floridana
Thelecythara floridana é uma espécie de gastrópode do gênero Thelecythara, pertencente a família Pseudomelatomidae.